# Crocus cartwrightianus
Crocus cartwrightianus ist eine Pflanzenart aus der Gattung der Krokusse (Crocus). Sie gilt als Ursprung des Safran-Krokus

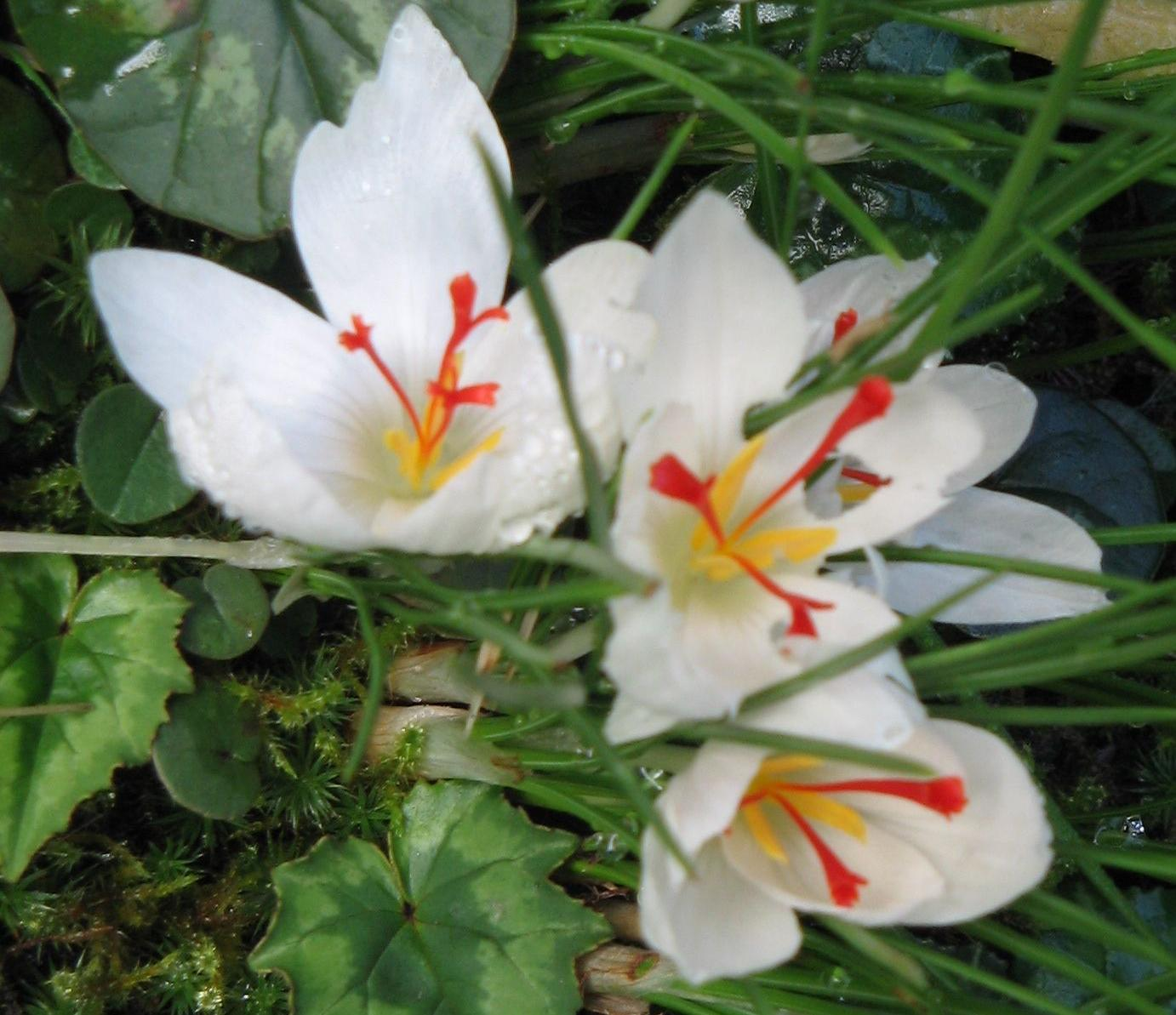
Crocus cartwrightianus 'Albus'

.

## Merkmale
Crocus cartwrightianus ist ein ausdauernder Knollen-Geophyt, der Wuchshöhen von 4 bis 10 Zentimeter erreicht. Die Blätter sind meist bewimpert. Die Knollenhülle besteht aus feinen Netzfasern. Der Schlund ist weiß und an der Ansatzstelle der Staubfäden flaumig. Die Blüten sind lila bis purpurn gefärbt mit dunkler Aderung oder weiß mit manchmal purpurnem Grund. Außen sind sie gleichfarbig. Die Griffeläste sind rot und lang. Staubbeutel und Pollen sind gelb.
Die Blütezeit reicht von Oktober bis Dezember.
Die Chromosomenzahl beträgt 2n = 16.

## Vorkommen
Crocus cartwrightianus kommt im Bereich der Ägäis vor. Auf Kreta wächst die Art in offener Phrygana, Rasen und Kiefernwäldern in Höhenlagen von 30 bis 120 Meter.

## Belege
- Ralf Jahn, Peter Schönfelder: Exkursionsflora für Kreta. Mit Beiträgen von Alfred Mayer und Martin Scheuerer. Eugen Ulmer, Stuttgart (Hohenheim) 1995, ISBN 3-8001-3478-0, S. 367.